# Ahornhof (Boxberg)
Ahornhof ist ein Wohnplatz auf der Gemarkung des Boxberger Stadtteils Kupprichhausen im Main-Tauber-Kreis im fränkisch geprägten Nordosten Baden-Württembergs.

## Geographie

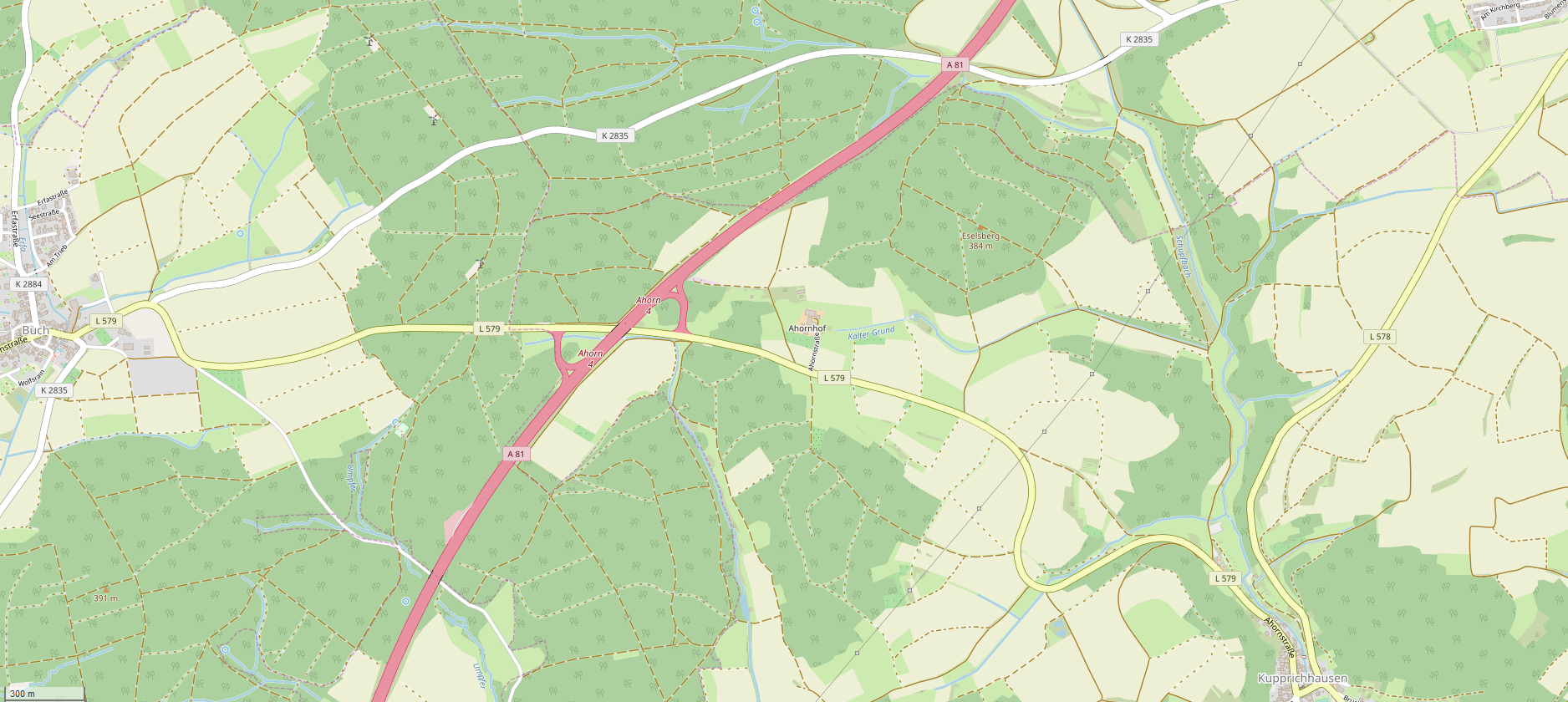
Lage des Ahornhofs

Der Ahornhof liegt auf einer Lichtung am westlichen Rand einen großen Ahornwaldes, der für den Wohnplatz namengebend ist.

## Geschichte
Beim Ahornhof handelt es sich um einen Siedlungsnachfolger des abgegangenen Meisenheim. Der Wohnplatz Ahornhof kam als Teil der ehemals selbständigen Gemeinde Kupprichhausen am 1. Juli 1971 zur Stadt Boxberg.

## Verkehr
Der Wohnplatz Ahornhof ist über die von der L 579 abzweigende Ahornstraße zu erreichen. Die Anschlussstelle Ahorn der A 81 befindet sich nur etwa einen Kilometer westlich des Wohnplatzes.